# Helmut Hasse

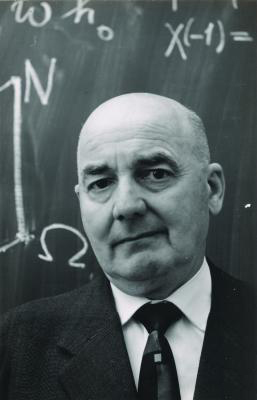
Helmut Hasse

Helmut Hasse (* 25. August 1898 in Kassel; † 26. Dezember 1979 in Ahrensburg) war ein deutscher Mathematiker und gilt als einer der führenden Algebraiker und Zahlentheoretiker seiner Zeit.

## Leben
Hasse war der Sohn des Richters Paul Reinhard Hasse und von Margaret Quentin, die in Milwaukee geboren war, aber in Kassel aufwuchs. Er ging in Kassel und Berlin-Wilmersdorf (Fichte-Gymnasium) zur Schule, nachdem die Familie 1913 nach Berlin umzog. Im Ersten Weltkrieg meldete er sich nach dem Notabitur 1915 im Fichte-Gymnasium freiwillig zur Marine und war im Baltikum – wo er auch kryptographische Arbeiten verrichtete und das Zahlentheorie-Lehrbuch von Dirichlet-Dedekind studierte – und in Kiel stationiert, wo er 1917/18 auch Vorlesungen von Otto Toeplitz besuchte. Nach dem Krieg studierte er zunächst in Göttingen, wo er bis zu dessen Weggang nach Hamburg bei Erich Hecke hörte; die Lektüre des Buches „Zahlentheorie“ von Kurt Hensel mit seinen neuen p-adischen Methoden bewog ihn aber, 1920 zu diesem nach Marburg zu wechseln, wo er im Mai 1921 promoviert wurde (mit der Arbeit über quadratische Formen in den rationalen Zahlen, die das Lokal-Global-Prinzip begründete). Während seines Studiums wurde er Mitglied beim Verein Deutscher Studenten Marburg. Im Februar 1922 folgte die Habilitation (Äquivalenz quadratischer Formen über den rationalen Zahlen). Im Herbst 1922 erhielt er eine Stelle als Privatdozent in Kiel, und zur selben Zeit heiratete er Clara Ohle. Ostern 1925 wurde er als Ordinarius nach Halle berufen und wurde, neben Heinrich Wilhelm Ewald Jung, Direktor des dortigen Mathematischen Instituts. 1930 übernahm er die Nachfolge seines Lehrers Kurt Hensel in Marburg.

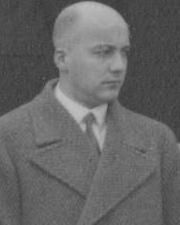
Helmut Hasse (1930)

Nach der „Machtergreifung“ der Nationalsozialisten unterzeichnete er am 11. November 1933 das Bekenntnis der deutschen Professoren zu Adolf Hitler. 1934 wurde er in Göttingen Nachfolger von Hermann Weyl, der wegen seiner politischen Ansichten und seiner jüdischen Frau in die Emigration getrieben wurde. Während der Zeit des Nationalsozialismus war er als Vorstandsmitglied der DMV in einen Machtkampf mit Ludwig Bieberbach, einem der Hauptvertreter der Deutschen Mathematik, verwickelt, da er die Unabhängigkeit der DMV erhalten wollte. Hasse ging es vor allem darum, das Ansehen der deutschen Mathematik im Ausland zu erhalten. Auch in seiner Zeit in Göttingen bemühte er sich, dem durch die Vertreibung jüdischer und gegen die Nationalsozialisten eingestellter Professoren entstandenen Bedeutungsverlust durch hohe Anforderungen an die wissenschaftliche Arbeit am Institut entgegenzuwirken.
Politisch stand Hasse wie viele ehemalige Angehörige der Reichskriegsmarine weit rechts. Er beantragte am 29. Oktober 1937 die Aufnahme in die NSDAP und wurde rückwirkend zum 1. Mai desselben Jahres aufgenommen (Mitgliedsnummer 5.639.530). Da er aber eine jüdische Urgroßmutter hatte, erstrebten einige Parteimitglieder hartnäckig ein Ausschlussverfahren, das aber nach dem Eintritt Hasses in die Marine vorläufig auf Eis gelegt wurde. Im Krieg forschte er für die deutsche Kriegsmarine über Ballistik und Hochdruckphysik in Berlin und akquirierte dafür auch Räume am Mathematischen Institut in Göttingen, teilweise aber wohl auch um deren anderweitige Beschlagnahme zu verhindern. Seine Haltung im Nationalsozialismus blieb umstritten. Während man ihm einerseits zum Beispiel Eintreten für jüdische Kollegen wie Hensel und Emmy Noether zugutehielt, schrieb er andererseits zum Beispiel einen Aufsatz über die Lage der Mathematik in Deutschland in einer Festschrift zum 50. Geburtstag von Adolf Hitler und er trat einer 1937 gegründeten NS-Akademie der Wissenschaften in Göttingen bei. Einige ausländische und emigrierte Kollegen begegneten ihm deshalb später mit Misstrauen.
Nach dem Kriege kam Hasse nach Göttingen zurück. Er wurde aber im September 1945 von den britischen Behörden seines Lehrstuhls enthoben. In einem Interview mit Constance Reid räumte Hasse ein, dass dies möglicherweise darauf zurückzuführen war, dass er unverblümt rechtes nationales Gedankengut unter anderem auf der ersten Fakultätssitzung und gegenüber amerikanischen Besuchern geäußert hatte. Godfrey Harold Hardy und andere setzten sich vergeblich für den Verbleib Hasses auf seinem Lehrstuhl ein. 1947 erging als Folge des Entnazifizierungsverfahrens ein Lehrverbot, wobei als Begründung die NSDAP-Mitgliedschaft seit 1938 angegeben wurde, und erst nach nunmehr in deutschen Händen liegendem Berufungsverfahren wurde er 1948 als entlastet eingestuft. Hasse ging währenddessen nach Berlin (Ost), wo er zuerst ab 1946 an der Deutschen Akademie der Wissenschaften und später an der Humboldt-Universität wirkte, an der er 1949 Professor wurde. In dieser Zeit entstanden seine Monographie und sein Lehrbuch der Zahlentheorie. 1950 nahm Hasse einen Ruf an die Universität Hamburg an, wo er bis zu seiner Emeritierung im Jahre 1966 blieb.
Zu seinen Mitarbeitern und Studenten in Göttingen in den 1930er Jahren zählten Ernst Witt, Friedrich Karl Schmidt, Oswald Teichmüller, Martin Eichler und Harold Davenport. Zu seinen Doktoranden zählen Peter Roquette, Heinrich-Wolfgang Leopoldt, Cahit Arf, Wolfgang Franz, Günter Pickert, Curt Meyer, Paul Lorenzen, Otto Schilling, Hans Wittich, Günter Tamme, Hans Reichardt (in Marburg), Hermann Ludwig Schmid und Helmut Brückner (in Hamburg) und er stand auch unter anderem mit Arnold Scholz, Emil Artin und Harold Davenport in regem Briefwechsel. Mit Emmy Noether führte er einen ausgedehnten Briefwechsel auch nach ihrer Emigration.
Hasse war ab 1926 Mitglied der Leopoldina (deren Cothenius-Medaille er erhielt), der Akademie der Wissenschaften zu Göttingen (von 1934 bis 1945), der Academia Scientiarum Fennica (in Helsinki, seit 1942), der Berliner Akademie der Wissenschaften (der DDR, seit 1949), der Akademie der Wissenschaften und der Literatur Mainz (seit 1952) und der Real Academia de Ciencias Exactas, Físicas y Naturales (in Madrid, seit 1956). 1953 erhielt er den Nationalpreis der DDR I. Klasse für Wissenschaft und Technik. Er war Ehrendoktor der Universität Kiel.
Von 1929 bis 1979 war er Herausgeber des Journal für die reine und angewandte Mathematik.

## Werk
Hasse leistete fundamentale Beiträge zur algebraischen Zahlentheorie, insbesondere den Beweis höherer Reziprozitätsgesetze (mit vielen detaillierten Untersuchungen in speziellen Zahlkörpern) und der Klassenkörpertheorie. Sein berühmter Bericht für die Deutsche Mathematiker-Vereinigung (DMV) fasst die Entwicklung bis 1926/1927 zusammen. Er arbeitete auch über die Theorie der komplexen Multiplikation in Zahlkörpern und nach dem Krieg über die Klassenzahlen abelscher Zahlkörper.
Mit seinem Lehrer Kurt Hensel war er ein Pionier in der Einführung und Weiterentwicklung lokaler (p-adischer) Methoden in der Algebra und Zahlentheorie. Er bewies, dass für quadratische Formen in den rationalen Zahlen aus der „lokalen“ Lösbarkeit (p-adisch und reell) von Gleichungen die „globale“  folgt. Ausführlich: Wenn eine quadratische Form mit rationalen Koeffizienten in jedem p-adischen Körper und im reellen Zahlenkörper die Null nichttrivial darstellt [d. h. es gibt Werte der Variablen (nicht alle Null), die beim Einsetzen den Wert der Form zu Null machen], dann stellt sie die Null auch im rationalen Zahlenkörper nichttrivial dar.
Für Gleichungen höheren Grades gilt dies im Allgemeinen nicht mehr und ist Gegenstand des „Lokal-Global-Prinzips“.
1936 erzielte er einen großen wissenschaftlichen Durchbruch mit seinem Beweis der Riemannschen Vermutung im Fall der Funktionenkörper elliptischer Kurven. 1936 hielt er darüber einen Plenarvortrag auf dem Internationalen Mathematikerkongress in Oslo (Über die Riemannsche Vermutung in Funktionenkörpern).
Er arbeitete auch über die Theorie der Algebren. 1932 untersuchte er die Brauergruppe, die Gruppe der zentral einfachen Algebren über einem Grundkörper k, für den Fall p-adischer Grundkörper, also im „lokalen“ Fall und fand so auch die von ihm gesuchte lokale Theorie des Normenrestsymbols von Zahlkörpern. Auch bei der Brauergruppe gilt ein Lokal-Global-Prinzip, ihre globale Zerfällung ist mit der lokalen äquivalent (Satz von Brauer-Hasse-Noether).
Nach ihm ist das Hasse-Diagramm benannt, eine graphische Darstellung halbgeordneter Mengen, und die Hasse-Arf-Theorie, eine Verzweigungstheorie (zusammen mit dem türkischen Mathematiker Cahit Arf).

## Schriften
- Mathematische Abhandlungen, Heinrich-Wolfgang Leopoldt, Peter Roquette (Herausgeber), 3 Bände, de Gruyter 1975
- Number theory, Springer, 1980, 2002 (engl. Übersetzung von Zahlentheorie. 3. Auflage. Akademie Verlag 1969)
- Vorlesungen über Zahlentheorie, Springer 1950
- Mathematik als Wissenschaft, Kunst und Macht, Verlag für Angewandte Wissenschaften, Wiesbaden 1952 (Digitale Ausgabe. Univ. Heidelberg, 2008)
- Mathematik als Geisteswissenschaft und Denkmittel der exakten Naturwissenschaften. In: Studium Generale. Band 6 (1953), S. 392–398. (Digitale Ausgabe. Univ. Heidelberg, 2008)
- Höhere Algebra, 2 Bände:
  - Teil 1: Lineare Gleichungen, 1926, Sammlung Göschen, Band 931, 4. Auflage 1957, doi:10.1515/9783111588049
  - Teil 2: Gleichungen höheren Grades, 1927, Sammlung Göschen, Band 932, 5. Auflage 1967, doi:10.1515/9783111361789
- Vorlesungen über Klassenkörpertheorie, physica Verlag, Würzburg 1967
- Bericht über neuere Untersuchungen und Probleme aus der Theorie der algebraischen Zahlkörper, 1965 (Wiederabdruck des Berichts aus dem Jahresbericht der DMV 1926/27)
- Neuauflage von Algebraische Theorie der Körper von Ernst Steinitz, gemeinsam mit Reinhold Baer, mit einem neuen Anhang über Galoissche Theorie. Walter de Gruyter 1930.
- Hasse: Mathematik als Wissenschaft, Kunst und Macht. hrsg. von Martin Aigner, DMV Mitteilungen 1997, Nr. 4 (Antrittsvorlesung an der Universität Hamburg 1951)
- Hasse: „Geschichte der Klassenkörpertheorie“, Jahresbericht DMV, Band 68, 1966, S. 166–181.
- Hasse: „Die moderne algebraische Methode“, Jahresbericht DMV, Band 39, 1930, S. 22–34.
- Brauer, Hasse, Noether: „Beweis eines Hauptsatzes in der Theorie der Algebren“, Journal reine angew. Math. 1932
- Hasse: „Theorie der abstrakten elliptischen Funktionenkörper 3 – Riemann Vermutung“, Journal reine angew. Math., 1936
- Hasse: „Über die Darstellbarkeit von Zahlen durch quadratische Formen im Körper der rationalen Zahlen“, Journal reine angew. Math. 1923